# عملية الفجر 4
عملية الفجر 4 ( الفارسية: عملیات والفجر 4) كانت عملية إيرانية خلال الحرب الإيرانية العراقية بدأت في أكتوبر 1983. وفي نهاية العملية، استولت إيران على مساحة صغيرة من الأراضي من العراقيين.
أمضت وحدات الفيلق الأول العراقي شهرين في خنادقها تنتظر هجوم الإيرانيين. بدأ الهجوم في 19 أكتوبر/تشرين الأول 1983، واستولى الإيرانيون ومقاتلو البيشمركة التابعون للاتحاد الوطني الكردستاني على حوالي 250 ميل مربع (650 كـم2) من الأراضي. شمل ذلك ضغطًا كبيرًا على بنجوين.
ردّ صدام حسين بهجوم مضادّ، مستخدمًا الحرس الجمهوري العراقي والغازات السامة. إلا أنهم فشلوا في طرد الإيرانيين الذين تحصّنوا وعزّزهم المقاتلون الأكراد.

## المعركة
تركزت عملية الفجر الرابعة في أكتوبر/تشرين الأول 1983 على القطاع الشمالي في كردستان الإيرانية. احتشدت ثلاث فرق إيرانية نظامية، والحرس الثوري، وعناصر من الحزب الديمقراطي الكردستاني، في مريوان وسردشت، في خطوة لتهديد مدينة السليمانية العراقية الكبرى. تمثلت استراتيجية إيران في الضغط على القبائل الكردية لاحتلال وادي بانجوين، الذي كان على بُعد 45 كيلومتراً (28ميل) من السليمانية و 140كيلومتراً (87 ميل) من حقول نفط كركوك. ولكبح جماح هذا المد، نشر العراق مروحيات من طراز Mi-8 مزودة بأسلحة كيميائية، ونفذ 120 طلعة جوية ضد القوة الإيرانية، مما أوقفها ل15 كيلومتراً (9.3 ميل) داخل الأراضي العراقية. قُتل 5000 إيراني و2800 عراقي.
استعادت إيران 110 كم 2 (42 ميل مربع) من أراضيها في الشمال، واستولت على 15 كيلومتر 2 (5.8 ميل مربع) من الأراضي العراقية، و785 أسيرًا عراقيًا، بينما ترك العراق كميات كبيرة من الأسلحة والعتاد الحربي القيّم في الميدان. ردّ العراق على هذه الخسائر بإطلاق سلسلة من صواريخ سكود-بي على مدن دزفول ومسجد سليمان وبهبهان، بينما لغمت طائرات البحرية العراقية ميناء الإمام الخميني . أدى استخدام إيران للمدفعية ضد البصرة، بينما كانت المعارك في الشمال محتدمة، إلى نشوء جبهات متعددة، مما أربك العراق واستنزفه.

## العواقب
كان الهجوم ناجحًا، لكن الإيرانيين تكبدوا خسائر فادحة نتيجةً لهجمات الغاز العراقية. وخلافًا للعمليات والمعارك الأخرى في الحرب العراقية الإيرانية، كانت الظروف البيئية والقيود التشغيلية بالغة الأهمية لهذه العملية. كما كان للمنظمة الطبية العسكرية التابعة للحرس الثوري (الباسداران) دورٌ بالغ الأهمية في هذه المعركة؛ إذ استخدموا أساليب خاصة لإنقاذ الجرحى ونفذوا عمليات إنقاذ.
لكن رداً على هذا النصر، أطلق العراقيون أول صواريخ سكود على إيران، فأصابوا ست مدن.

## فهرس
http://smallwarsjournal.com/jrnl/art/حملات "فجر النصر" نحو "الدفعة النهائية" - الجزء الثالث من ثلاثة